# 铊中毒
铊中毒（Thallium poisoning）是机体摄入含铊化合物后产生的中毒反应。铊对哺乳动物的毒性高于铅、汞等金属元素，与砷相当，其对成人的最小致死剂量为12mg/kg体重，对儿童为8.8～15mg/kg体重。铊中毒的典型症状有：毛发脱落、胃肠道反应、神经系统损伤等。鉈中毒者的指甲上通常都留有米氏線。铊具有强蓄积性毒性，可以对患者造成永久性损害，包括肌肉萎缩、肝肾的永久性损伤等。人体摄入铊化合物可以通过误食含铊化合物、饮用含铊水源、食用含铊果蔬、职业接触等途径。铊中毒的治疗方法包括：使用普鲁士蓝、2,3-二巯基丙磺酸、硫代硫酸钠等药物促进铊离子排泄；口服氯化钾溶液促进铊離子经肾代谢；使用利尿药加速铊離子排泄；使用血液灌流疗法在体外吸附清除铊离子等。职业性铊中毒是中华人民共和国法定职业病。

## 接触途径与分类
铊是用途广泛的工业原料，含铊合金多具有特殊性质，是生产耐蚀容器、低温温度计、超导材料的原料，一些铊化合物对红外线敏感，是光电子工业重要原料。铊化合物还可以用来制备杀虫剂、脱发剂（醋酸铊）等。
因此日常接触摄入是导致铊中毒的重要因素。铊化合物可以经由皮肤吸收，或通过遍布体表的毛囊、呼吸道粘膜等部位吸收。有病例显示，暴露于含铊粉尘中2小时，便可能导致急性铊中毒。
此外，由于矿山开采等原因造成的土壤和饮用水污染，也有可能导致居民通过饮食摄入含铊化合物，产生急性或慢性铊中毒。
大多数铊盐无色无味，溶解性良好，因此误食以及投毒也是铊中毒患者接触铊化合物的途径之一。
根据接触史和病程发展，铊中毒可以分为急性铊中毒和慢性铊中毒，急性铊中毒是短时间内大量摄入铊所引起的中毒反应，接触途径多为口服，主要表现为神经系统和消化系统症状；慢性铊中毒一般由长期职业性接触导致，症状与急性铊中毒类似，但病程较长，临床表现较为缓和。

## 症状与诊断
如前所述，铊中毒一般具有较为典型的神经系统、消化系统以及毛发脱落皮肤损伤等症状。但由于铊中毒较为罕见，因此常被忽略，导致误诊。

### 症状[1]

#### 脱发和皮肤损伤
脱发是铊中毒的典型症状，所有铊中毒患者都会在中毒反应发生后脱发，不仅头发脱落，胡须、腋毛和阴毛也会脱落，但是眉毛通常不会脱落。据报道，脱发症状一般发生在急性铊中毒后1至3周，最短者4天内即出现脱发。铊中毒导致的脱发，头发会成束脱落，产生斑秃。这种脱发通常是可逆的，毛发一般会在铊中毒治愈后4周左右开始再生，3个月完全恢复，但有报道称，严重的铊中毒可以导致永久性脱发。
因該症狀，乙酸亚铊在1920至1930年間曾被當作脫髮藥物以便於治療頭部皮癬，但因副作用過大而被禁用。

#### 神经系统症状
铊能够引起周围神经炎，患者在中毒后12小时到1周时间内开始出现双侧下肢麻木，随即从足端部开始产生疼痛感，并随着病程进展向上蔓延，轻触患者皮肤即产生难忍的灼痛感。随后，患者将产生运动障碍，感觉下肢无力，最终发展成肌肉萎缩。
铊还会影响视神经，导致球后视神经炎以及视神经萎缩以及黄斑区光反射消失。铊还会造成眼肌麻痹，上眼睑下垂，此外，由于铊的作用，患者通常晶状体会出现白色浑浊。这些因素最终导致铊中毒患者视力下降乃至完全丧失光感。
铊对中枢神经系统也有影响，患者会出现头痛、睡眠障碍、焦虑不安乃至人格改变等症状，一些患者还会出现癔病样表现，有伤人或者自伤行为出现。

#### 消化系统症状
经口服接触摄入铊化合物的患者会较早地出现消化系统症状，这些症状包括恶心、呕吐、食欲减退、以及腹痛。此外患者还常会出现便秘，随着病程的发展，后期轉为腹泻；一些患者可见口腔炎、舌炎、牙龈糜烂、消化道出血等症状。一些严重的病例还可能发生中毒性肝炎。

### 诊断
依靠特征症状可以诊断铊中毒。
脱发、周围神经炎引起的下肢麻木和疼痛敏感，以及恶心、呕吐腹部隐痛等症状同时出现，是认定铊中毒的重要线索。此外，铊中毒患者的指甲上还会出现白色横纹，称为米氏線，这是确诊铊中毒的重要依据。
询问患者的病史也是诊断铊中毒的重要依据，有铊接触史，或有可能接触到铊，且具有铊中毒特征症状的患者，都有可能发生了铊中毒。
对血液、尿液、毛发等生物样本的检测是最终确诊铊中毒的依据。其中尿液的检测最为重要，由于铊在体内几乎完全经肾代谢，故而尿液中铊的浓度直接反映了患者与铊接触的状况和中毒状况，尿铊浓度超过0.015mmol/L便可以确诊铊中毒。毛发則不易檢出，因铊與巯基間的鍵結相對較弱。

## 致毒机理
铊的毒性反应机理是多方面的，但是很多细节仍然不为人知。目前已经了解到的铊致毒机理包括：
1. I价铊离子与钾离子化学性质相似，在生物体内会与钾离子发生竞争，影响有钾离子参与的生理活动如神经冲动的传导等。
2. 铊离子与蛋白质中的巯基结合，致使其失去生理活性，目前已知铊会与线粒体中相关蛋白结合，导致氧化磷酸化失偶联，干扰机体的能量代谢；铊还会与角蛋白中的巯基结合，影响角蛋白的合成，导致脱发和米氏線的产生。
3. 铊与核黄素结合，干扰生物氧化的过程，引起外周神经炎。
4. 铊会干擾DNA的合成并抑制有丝分裂。
5. 铊可以穿过胎盘对胎儿造成损害，还能够穿过血脑屏障。

## 治疗
对于铊中毒至今没有非常理想的治疗药物，临床上常用的是金属络合剂、含硫化合物、利尿药等。对铊中毒基本的治疗原则是脱离接触，阻断吸收，加速排泄。
急性铊中毒的患者，需要尽快移出污染场所，用清水清洗受到污染的皮肤，经口服接触的患者需催吐，并用1%碘化钠溶液洗胃，而后饮用大量牛奶一帮助消化道内的铊尽快排出。
对于慢性铊中毒患者，首先需要询问患者接触史，找到铊污染源，尽快移除铊源，解除患者与铊的接触。
普鲁士蓝（六氰合高铁酸铁钾）、二巯基丙酸钠、双硫腙、硫代硫酸钠等药物可以与体内的铊发生络合，含硫化合物则会与之发生共价结合，结合后的铊能够更快速地经肾排出体外，因而上述药物是目前治疗铊中毒的首选药物。这些药物一般通过口服或静脉注射给药，通常与利尿药同时使用，以提高排铊的效率。此外，口服氯化钾溶液也可以加速铊的排泄。
除了药物治疗，还可以通过血液透析协助排铊。

### 中毒案例
因鉈在體內之半衰期長，依劑量可從1日至1個月不等。故可藉由少量多次下毒的方式達到致死劑量。
- 1960年11月，喀麦隆独立领导人费利克斯·罗兰·穆米埃被法国特工用铊暗杀。
- 1994-1995年北京清华大学朱令铊中毒事件，至今仍未破案。
- 1997年北京大学化学系学生王小龙因琐事怨恨好友江某，两次向其投放铊。给江某投毒之前，王小龙为试验毒性，在室友陆某的水杯里也投入铊。陆某、江某入院后，王畏罪自首。经301医院和中日友好医院救治，二人脱离危险。[2]
- 2006年11月，前俄羅斯聯邦安全局成員、俄羅斯總統普京反對者亞歷山大·利特維年科在英國被人下毒[3]。初期有人怀疑他铊中毒，之后这种可能被排除，並被證實為釙中毒。
- 2007年6月上旬，中国矿业大学材料工程系3名学生在学校食堂就餐后出现胃疼、双下肢剧疼难忍、不能站立行走等症状，被诊断为重金属铊中毒。经调查后发现是被同班同學一起吃飯時报复投毒[4]。
- 2010年12月，旅美华裔女化学家李天乐数次从公司申请铊用于谋杀前夫王晓业，王晓业于2011年1月去世。李天乐随后被判处终身监禁，62年不得假释
- 2012年4月，在安庆一公司上班的潘某突然发病，随后出现脱发、无法行走的症状。当年8月，潘某的病情又一次加重，出现高烧不退直至昏迷，后经安徽医科大学第一附属医院确诊为铊中毒。[5]
- 2014年6月，中華民國新北市新店區慈濟醫院爆發鉈中毒事件，2名醫生1名護理人員陸續發生罕見的鉈中毒，警方懷疑有人投放鉈毒，曾到王姓護理師住處及醫院搜查無果。[6]
- 2020年12月，游族网络公司董事长暨总经理、实际控制人、控股股东林奇因与下属高管许垚纠纷，被人在茶叶中下铊毒。游族网络公司2020年12月25日在深交所公告，公司收到林奇家属通知，林奇救治无效于當日逝世[7]。

### 虚构案例
- 《白馬酒店》，阿加莎·克里斯蒂的小說，書中最初不明原因的死亡其實都是由於鉈中毒。[1]
- CSI犯罪現場: 邁阿密第三季的其中一集「性與稅」（Sex and Tax）提及一家專業滅蟲公司東主的兒子為免家產被國稅局查封而利用家裡有毒的殺蟲劑塗抹調查員的物品，意圖使他鉈中毒身亡。
- 韓劇60天，指定倖存者第七集中，聲稱自己是國會議事堂爆炸案主謀的前朝鮮人民軍大校明海俊，在南韓軍方捕獲後於獄中食用含鉈的供餐而死亡。
- 幕後玩家大結局中，黃翠如飾演的角色顧成雙為報復弟弟被殺之仇，在黃宗澤飾演的角色秦昇海飲用的酒中下鉈毒，持續半年，結果使他鉈中毒身亡。

## 相关文献
- 中华人民共和国《职业性急性铊中毒诊断标准 GBZ64-2002》
- 高金燕，陈红兵，余迎利 《铊—人体的毒害元素》 微量元素与健康研究 2005年第22卷第四期
- 李汉帆 《铊类化合物及其中毒》 湖北预防医学杂志 2004年第15卷第1期